# Ctimene radicata
Ctimene radicata là một loài bướm đêm trong họ Geometridae.